# Superintendência de Estudos Econômicos e Sociais da Bahia
A Superintendência de Estudos Econômicos e Sociais da Bahia (SEI) é uma instituição de administração pública estadual, com sede na capital do estado brasileiro da Bahia, Salvador. Foi fundada em 18 de janeiro de 1995, pela Lei n.° 6.812. Tem como competências fundamentais estudar, elaborar e informar estatisticamente as relações de políticas sociais do estado da Bahia. 

## História
A SEI surgiu da ideia do governo estadual em aprimorar os serviços de estudos sociais, estatísticos e geográficos em um projeto mais abrangente. Assim foi criada a partir da fusão de dois outros órgãos: a Fundação Centro de Projetos e Estudos (CPE), criada em 1955 pelo Decreto n.° 16.261 e dirigida inicialmente pelo economista Rômulo Almeida, e o Centro de Estatística e Informações (CEI), criado em 1983. A CPE alcançou bons resultados e em consequência disso o governo estadual transformou-a em Fundação Comissão de Planejamento Econômico, por meio do Decreto n.° 17.260, de janeiro de 1959. A partir daí, a entidade recebeu mais autonomia e novas finalidades, como realização de pesquisas, estudos, projetos, trabalhos e análises solicitados pelo governo. Enfim, em 18 de janeiro de 1995, foi criada a Superintendência de Estudos Econômicos e Sociais da Bahia, por meio da Lei n.° 6.812, assinada pelo então governador Paulo Souto.

## Competências
O objetivo da SEI é prover e propagar informações geográficas e estatísticas, com a finalidade de formular políticas públicas, planejamentos e programas para o desenvolvimento do Estado. Também coordena todas as informações cartográficas e demográficas necessárias ao conhecimento da realidade social, física e econômica baiana.